# 대구선명학교
대구선명학교는 대구광역시 동구에 있는 사립 특수학교이다. 지적장애 학생을 위한 특수교육기관으로 유치부, 초등부, 중학부, 고등부, 전공과를 두고 있다. 교목은 느티나무이며 교화는 국화이다.

## 학교 연혁
- 1981년 6월 29일 : '대구선명학교'설립인가 (초등학교과정 12학급)
- 1982년 3월 1일 :  초대교장 염동석 취임
- 1982년 3월 2일 : 개교 (초등학교과정 2학급)
- 1983년 5월 17일 : 제2대 교장 권영준 취임
- 1984년 1월 16일 : 중학교과정 설치인가 (3학급)
- 1986년 3월 1일 : 기숙사 설치
- 1998년 3월 1일 : 대구광역시교육청 지정 교육정보화 시범학교 운영
- 1987년 7월 9일 : 중학교과정 학급증설 인가 (6학급)
- 1991년 10월 24일 : 유치원과정 설치 인가 (1학급)
- 1991년 1월 25일 : 고등학교과정 증설 인가 (6학급)
- 1993년 9월 4일 : 제3대 교장 김교식 취임
- 1998년 3월 1일 : 대구광역시교육청 지정 교육정보화 시범학교 운영 (~2000년 2월 29일)
- 2000년 5월 26일 : 학교운영위원회 설치
- 2002년 11월 19일 : 대구광역시교육청 지정 교육행정정보시스템시범학교 (~2004년 2월 29일)
- 2005년 6월 8일 : 학교소재지 변경인가(대구광역시 동구 덕곡동 34번지)
- 2006년 1월 13일 : 전공과과정 설치 인가(1학급)
- 2008년 3월 1일 : 대구광역시교육청 지정 통합교육 시범학교 운영 (~2010년 2월 28일)
- 2009년 3월 1일 : 대구광역시교육청 지정 교원능력개발평가 선도학교 운영 (~2010년 2월 28일)
- 2009년 3월 2일 : 한국문화예술교육진흥원 지정 문화예술교육 선도학교 운영
- 2009년 9월 1일 : 교육과 학기술부 장애성인 평생교육 프로그램 운영
- 2010년 2월 19일 : 졸업식 (초등학교과정 제22회 11명, 중학교과정 제23회 20명, 고등학교과정 제20회 17명, 전공과과정 제3회 12명)
- 2010년 3월 1일 : 대구광역시교육청지정 교원능력개발평가 선도학교 운영
- 2011년 2월 17일 : 졸업식(유치원과정 제17회 1명, 초등학교과정 제24회 11명, 중학교과정 제25회 28명, 고등학교과정 제22회 23명, 전공과과정 제5회 11명)
- 2011년 3월 2일 : 2011학년도 입학식 (초등학교과정 8명, 중학교과정 24명, 고등학교과정 29명, 전공과과정 12명)
- 2012년 2월 17일 : 졸업식(초등학교과정 제25회 19명, 중학교과정 제 26회 19명, 고등학교과정 제23회 25명, 전공과과정 제6회 2명)
- 2012년 3월 2일 : 2012학년도 입학식 (초등학교과정 5명, 중학교과정 24명, 고등학교과정 22명, 전공과과정 12명)
- 2013년 2월 15일 : 졸업식(초등학교과정 제26회 13명, 중학교과정 제27회 21명, 고등학교과정 제24회 27명, 전공과과정 제7회 9명)
- 2013년 3월 4일 : 2013학년도 입학식 (초등학교과정 2명, 중학교과정 22명, 고등학교과정 20명, 전공과과정 12명)
- 2014년 2월 14일 : 졸업식(초등학교과정 제27회 11명, 중학교과정 제28회 24명, 고등학교과정 제25회 29명, 전공과과정 제8회 12명)
- 2014년 2월 28일 : ♧(주제 : 힐링 댄스를 통한 건강한 학교 만들기)♧
- 2014년 3월 3일 : 2014학년도 입학식 (초등학교과정 3명, 중학교과정 16명, 고등학교과정 23명, 전공과과정 11명)
- 2014년 9월 1일 : 제4대 교장 김상우 취임
- 2015년 2월 2일 : 2014년도 인성교육실천사례연구대회 장려상 수상 (교육과학기술부장관상)
- 2015년 2월 5일 : 2014년도 인성교육실천사례연구대회 대구광역시예선대회 우수상 수상 (대구광역시교육감상)
- 2015년 2월 13일 : 졸업식(초등학교과정 제28회 10명, 중학교과정 제25회 27명, 고등학교과정 제26회 20명, 전공과과정 제9회 12명 총 69명)
- 2015년 3월 2일 : 2015학년도 입학식 (초등학교과정 2명, 중학교과정 11명, 고등학교과정 27명, 전공과과정 22명)
- 2015년 10월 22일 : 2015년도 대한민국 행복학교 박람회 참가 및 교육부장관 표창
- 2015년 12월 15일 : 2015년도 100대 교육과정 우수학교 2015년도 예술교육 유공학교 선정 대구시교육감 표창
- 2016년 1월 22일 : 2015년도 학교폭력예방선도학교 우수사례 공모 교육부장관상(대상)수상
- 2016년 2월 1일 : 2015년도 전국 학교폭력예방 선도학교 (어깨동무) 운영 우수사례 대상(교육부장관상)
- 2016년 2월 12일 : 2015학년도 졸업식(초등학교 과정 제29회 16명, 중학교 과정 제30회 26명, 고등학교 과정 제27회 21명, 전공과 과정 제10회 21명)
- 2016년 3월 2일 : 2016학년도 입학식(초등학교 과정 5명, 중학교 위원회
- 2016년 7월 4일 : 제4회 전국지적발달장애인 합창대회 보건복지부장관상(대상)수상
- 2016년 12월 5일 : 제24회 세계장애인의날 기념 전국장애인합창대회 국무총리상(대상)수상
- 2017년 2월 10일 : 2016학년도 졸업식(초등학교 과정 5명, 중학교 과정 13명,고등학교 과정 19명, 전공과 과정 22명)
- 2018년 2월 9일 : 2017학년도 졸 경대상 공모대회 대상(매일신문 사장상)수상
- 2018년 9월 1일 : 제5대 교장 권영욱 취임
- 2018년 9월 5일 : 2018년도 대구광역시 과학동아리발표대회 동상
- 2018년 12월 31일 : 2018년 학교 농장 조성사업평가 대구광역시시장 표창(우수)
- 2019년 1월 10일 : 2018학년도 졸업식(초등학교 과정 제32회 6명, 중학교 과정 제33회 21명, 고등학교 과정 제30회 29명, 전공과제13회 22명)
- 2019년 3월 4일 : 2019학년도 입학 식(초등학교과정 3명, 중학교 과정 6명, 고등학교과정 21명, 전공과 직업재활 22명, 전공과 자립생활 11명)
- 2019년 8월 5일 : 제24회 조선일보 환 트 '바다의 별 이야기'(대구 콘서트 하우스 챔버홀)
- 2020년 4월 1일 : 2020학년도 졸업식(초등학교과정 6명, 중학교 과정 14명, 고등학교과정 20명, 전공과 직업재활 22명, 전공과 자립생활 10명)
- 2020년 8월 31일 : 제5대 교장 권영욱 퇴임
- 2020년 9월 1일 : 제6대 교장 유대우 취임
- 2021년 2월 8일 : 2020학년도 졸업식(초등교육과정 5명, 중등교육과정 8명, 고등교육과정 12명, 전공과 자립생활 11명, 전공과 직업재활 22명)
- 2021년 3월 2일 : 2021학년도 입학식(초등학교과정 3명, 중학교과정 6명, 고등학교과정 21명, 전공과 직업재활 22명, 전공과 자립생활 11명)
- 2021년 11월 1일 : 국립특수교육원지원 실감형 콘텐츠 상상체험교실 구축
- 2021년 12월 15일 : 2021년 학교 환경교육 유공학교 대구광역시교육감 표창
- 2022년 2월 28일 : 제6대 교장 유대우 퇴임
- 2022년 3월 2일 : 제7대 교장 이천우 취임
- 2023년 3월 2일 : 입학식
- 2024년 2월 8일 : 2023학년도 졸업식(초등학교과정 제37회,중학교과정 제38회,고등학교과정 제35회,전공과과정 제18회 총70명)
- 2024년 3월 4일 : 2024학년도 입학식(초등학교과정 6명,중학교과정 18명,고등학교과정 12명,전공과과정 31명 총67명)
- 2025년 2월 12일 : 2024학년도 졸업식(초등학교과정 제38회, 중학교과정 제39회, 고등학교과정 제36회, 전공과과정 제19회 총64명)
- 2025년 3월 4일 : 2025학년도 입학식(초등학교 과정 12명, 중학교 과정 18명, 고등학교 과정14명, 전공과 과정 27명 총71명)